# 1969 au Nouveau-Brunswick
Chronologie du Nouveau-Brunswick
- 1965
- 1966
- 1967
- 1968
- 1969
- 1970
- 1971
- 1972
- 1973

Cette page concerne des événements survenus en 1969 dans la province canadienne du Nouveau-Brunswick.

## Événements
- Entente fédérale-provinciale visant la création du parc national de Kouchibouguac, qui sera officiellement créé en janvier 1979.
- Adoption de la Loi sur les langues officielles.
- Création des Dames d'Acadie à Campbellton.
- 16 juin : le libéral Frank E. Kane (en) remporte l'élection partielle de Northumberland à la suite de la mort de J. L. A. Savoie.
- 19 juin : inauguration du monument du Désastre d'Escuminac.

## Naissances
- 26 octobre : Robert Maillet, acteur et lutteur.

## Décès
- 25 mai : Jim Riley, joueur de hockey.
- 6 juin : Paul-Léon Dubé, député.
- 6 août : Jean George Robichaud, député.